# V/STOL

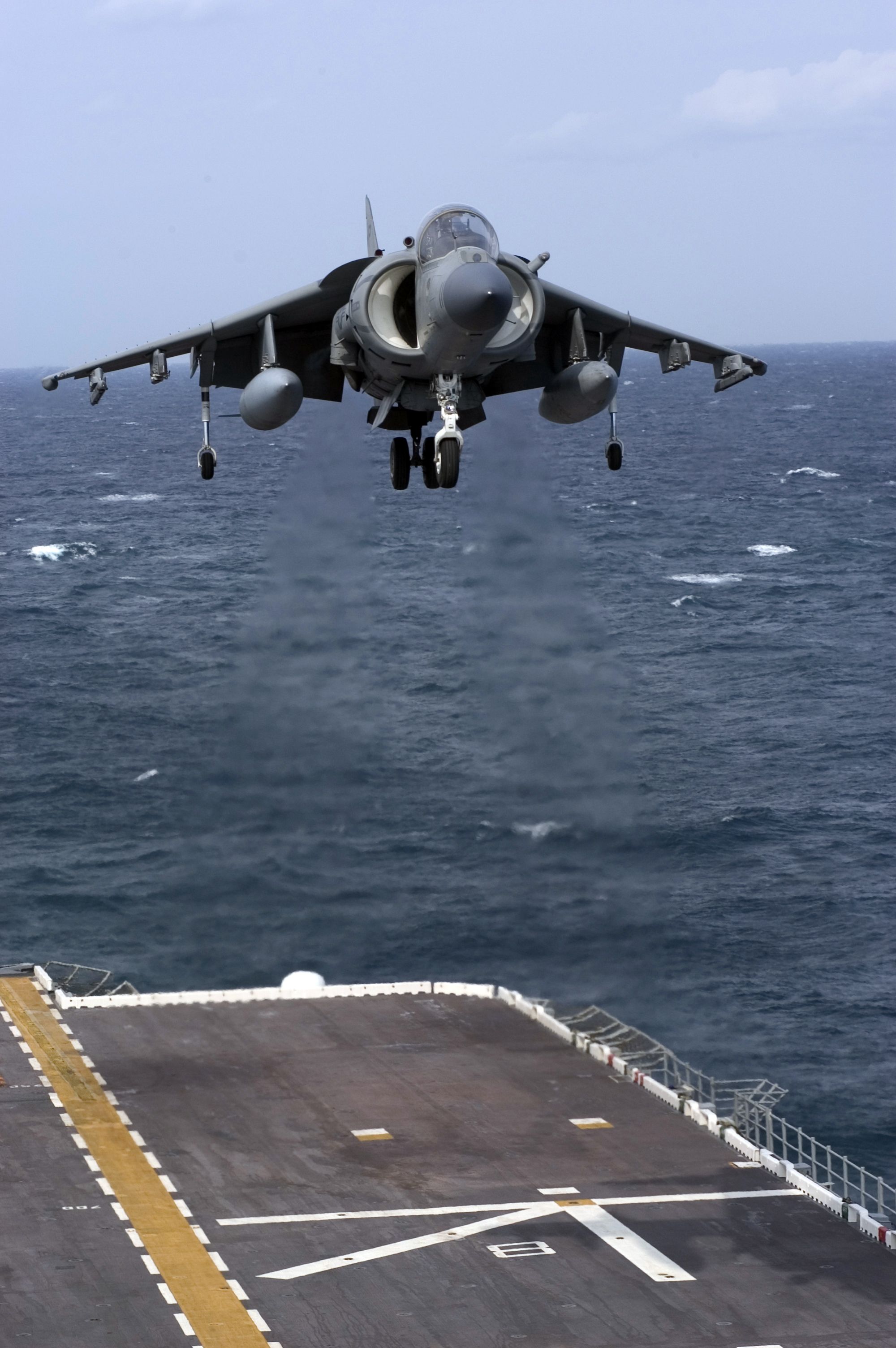
Un McDonnell Douglas AV-8B Harrier II, realitzant un aterratge sobre el portaavions nord-americà USS Nassau (LHA-4).

V/STOL (acrònim en anglès de Vertical/Short Take-Off and Landing, «enlairament i aterratge verticals/curts»), és un terme usat en aviació per referir-se a capacitats especials dels avions.
Un avió amb capacitat V/STOL és capaç d'enlairar-se verticalment o sobre pistes d'aterratge i enlairament curtes. L'avió més característic amb aquesta propietat és el Hawker Siddeley Harrier, i actualment continua sent l'únic disseny realment operatiu. El Iak-38 també va ser un model amb aquestes característiques, però es troba fora de servei, ja que va resultar molt limitat en les seves funcions.
Al començament es va desenvolupar per permetre que els motors ràpids poguessin ser emprats en avions que tinguessin la capacitat de ser manejats des d'una clariana de bosc o altres espais limitats, i evitar així ser un blanc fàcil a qualsevol pista d'aterratge i enlairament. També estava pensat que poguessin ser utilitzats en portaavions.
La capacitat V/STOL ha estat substituïda per STOVL, que és enlairament curt i aterratge vertical. Un enlairament a una pista curta, com la d'un portaavions, de vegades amb una rampa a la punta, redueix la quantitat d'empenta requerida per aixecar un avió totalment carregat en terra, i això fa que augmenti la càrrega útil i la gamma d'armament de la qual podrà disposar l'aeronau. Això fa que el Harrier, malgrat ser el principal representant V/STOL, sigui incapaç d'enlairar-se verticalment amb plena càrrega de combustible i amb tot l'armament operatiu, i per això s'utilitza com a STOVL i no com a V/STOL, ja que resulta avantatjós.